# Resolució 1112 del Consell de Seguretat de les Nacions Unides
La Resolució 1112 del Consell de Seguretat de les Nacions Unides, adoptada per unanimitat el 12 de juny de 1997 després de recordar la Resolució 1031 (1995) del Consell de Seguretat de les Nacions Unides i la Resolució 1088 (1996), el Consell va aprovar el nomenament de Carlos Westendorp com Alt Representant per a Bòsnia i Hercegovina.
Recordant l'Acord de Dayton, el Consell va expressar el seu agraïment pel treball de Carl Bildt com a Alt Representant i va acordar que Carlos Westendorp el succeís. Va reafirmar el paper de l'Alt Representant en el seguiment de l'aplicació de l'Acord de Dayton i la coordinació de les activitats d'organitzacions i organismes civils que estaven treballant per implementar l'Acord. Finalment, també va reafirmar el paper de l'Alt Representant com l'autoritat final sobre la interpretació de l'Annex 10 sobre l'aplicació civil de l'Acord de Pau.